# Operation London Bridge

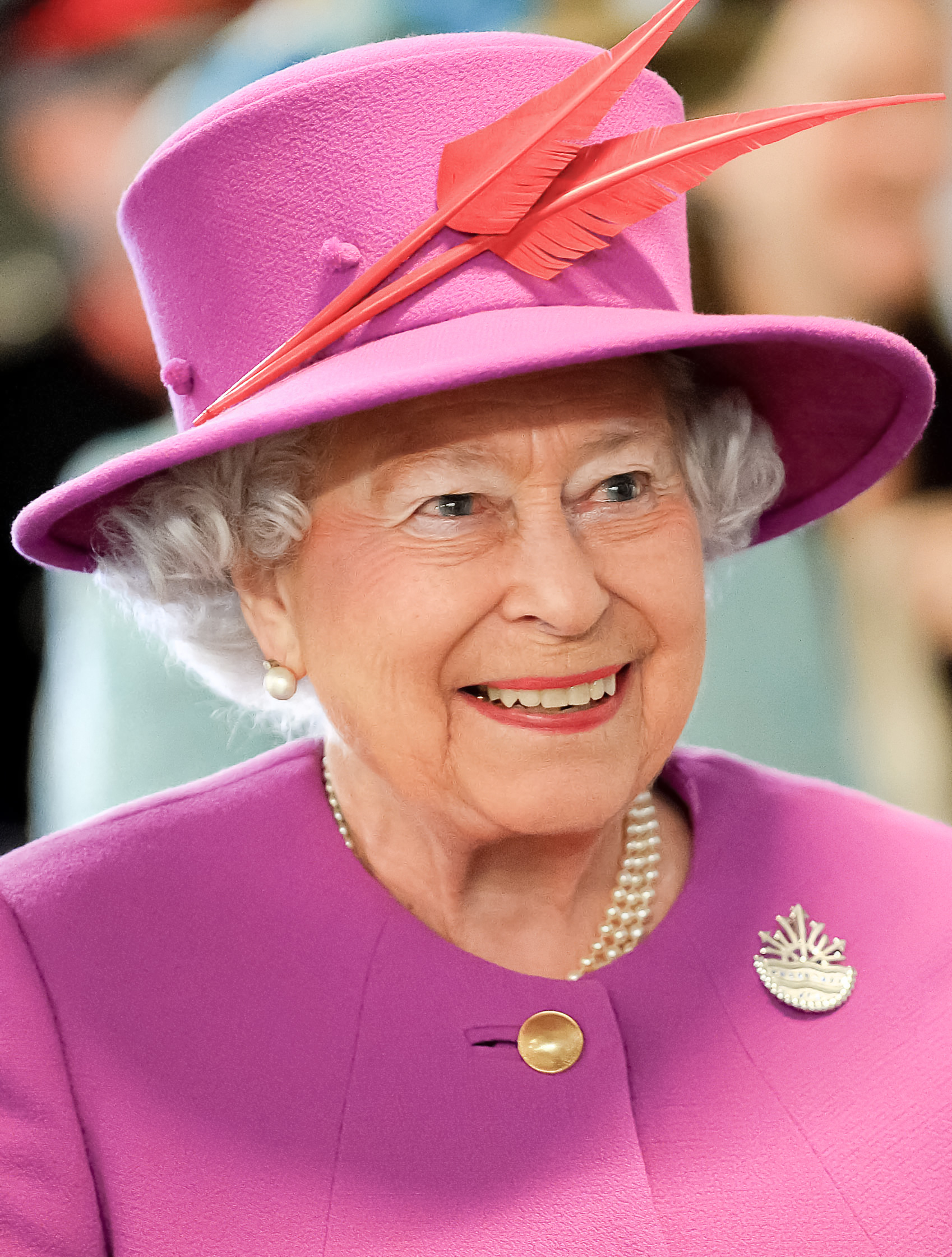
Koningin Elizabeth II van het Verenigd Koninkrijk in 2015

Operation London Bridge was het vooropgezette plan van de Britse regering dat op 8 september 2022 in werking trad nadat koningin Elizabeth II van het Verenigd Koninkrijk overleed. Het plan is vernoemd naar de London Bridge over de Theems in Londen.
Omdat Elizabeth in Schotland overleed, trad tevens Operatie Eenhoorn (Engels: Operation Unicorn), betreffende haar verblijf en repatriëring Schotland naar Londen in werking. Tegelijkertijd begon ook Operation Springtide (Operatie Springtij), betreffende de troonsbestijging van koning Charles III.

## Het plan
De laatste uren van de koningin zouden onder leiding komen te staan van haar oudste dokter, professor Huw Thomas. Hij mocht bepalen wie er bij de koningin mag komen en welke informatie werd vrijgegeven.
Volgens het plan zou Elizabeths overlijden binnen het team, dat betrokken is bij de uitvoering van het plan, gecommuniceerd worden met de woorden: "London Bridge is down" (Nederlands: De brug van Londen is neergehaald). De eerste (buiten de familie en ziekenhuispersoneel om) die op de hoogte zou moeten worden gesteld van Elizabeths dood, is haar privésecretaris Edward Young. Hij moet functioneren als de tussenpersoon tussen de koningin en de regering en dient ervoor zorg te dragen dat de boodschap van haar overlijden via beveiligde telefoonlijnen wordt overgebracht naar de premier van het Verenigd Koninkrijk.
Vervolgens worden de veertien andere landen van de Commonwealth realm ingelicht waar Elizabeth ook staatshoofd is, gevolgd door de 36 landen van het Gemenebest van Naties waarvan ze functioneert als een symbolisch leider maar geen staatshoofd van is. 
De Britse bevolking kreeg het nieuws van haar overlijden te horen via extra nieuwsuitzendingen. Vooraf werden de kranten, televisie- en radiostations op de hoogte gebracht. Commerciële radiostations dienden hun dj's te verzoeken om enkele minuten voor de officiële aankondiging sobere muziek te draaien. Op Buckingham Palace bevestigde een lakei een boodschap met zwarte randen aan de poorten.
Ditzelfde bericht was te zien op de website van het Britse koningshuis. Daarnaast gingen alle sociale media van de koningshuisleden op zwart. Alleen een aankondiging van het overlijden van de koningin was toen nog te zien. Ook kregen alle overheidssites een zwarte rouwrand. De bedoeling was dat in het hele land binnen 10 minuten alle vlaggen van alle overheidsgebouwen en openbare gebouwen op halfstok hingen. Op openbare plekken, zoals bibliotheken en musea, lagen condoleanceregisters zodat mensen hier hun steun konden betuigen. 

### Troonopvolging
Direct na het overlijden van Elizabeth werd troonopvolger prins Charles, koning Charles III. De dag erna werd hij formeel tot koning uitgeroepen en begon hij aan een tournee langs de parlementen van Wales, Schotland en Noord-Ierland.

### Staatsbegrafenis
Van de zesde tot negende dag na haar overlijden lag de koningin opgebaard in het Palace of Westminster, waar het publiek afscheid van haar kon nemen. Tegelijkertijd werd er in Londen gerepeteerd voor de staatsbegrafenis, die elf dagen na haar overlijden plaats zou vinden in Westminster Abbey. Elizabeth werd op maandagavond 19 september 2022 bijgezet in de King George VI Memorial Chapel, een zijkapel in de St George's Chapel nabij Windsor Castle, samen met haar echtgenoot Philip die op 17 april 2021 in de Royal Vault bijgezet werd.